# Taylor Swift: The Eras Tour
Taylor Swift: The Eras Tour es una película de concierto estadounidense dirigida por Sam Wrench que documenta el Eras Tour, la gira de conciertos 2023-2024 de la cantautora estadounidense Taylor Swift. Después de que negociaciones con los principales estudios cinematográficos no llegaron a ningún acuerdo, Swift realizó un innovador trato de distribución con AMC Theatres y Cinemark.
La filmación se llevó a cabo en agosto de 2023 durante tres fechas en el SoFi Stadium de Inglewood, California y fue aprobada para producción y lanzamiento por SAG-AFTRA a pesar de la huelga en curso, ya que cumplió con las expectativas del sindicato. Swift anunció The Eras Tour semanas más tarde del mismo mes, tomando a estudios y expositores por sorpresa y causando que fechas de estreno de diversas películas originalmente agendadas para el 13 de octubre fueran modificadas. La inusual estrategia de lanzamiento generó una considerable atención mediática, con periodistas y personal de la industria elogiando la planificación de Swift en prescindir de estudios y asociarse directamente con las cadenas de cine.
Su debut se realizó el 11 de octubre de 2023 en Los Ángeles, mientras que su estreno internacional en cines fue el 13 de octubre de 2023. La cinta fue recibida por una significante demanda en taquilla, acumulando una cantidad récord de US $37 millones durante su primer día de preventa en los Estados Unidos, y para el 5 de octubre de 2023 se habían generado $100 millones en preventas internacionales. Finalmente, The Eras Tour se convirtió en la película de concierto más recaudadora de la historia con más de $261 millones. A la par de su estreno, el filme recibió aclamación por parte de la crítica especializada, quienes enaltecieron el espectáculo, energía y la dirección de cámaras.

## Sinopsis
Taylor Swift: The Eras Tour es una «representación cinematográfica» de The Eras Tour, la sexta gira de conciertos de la cantante y compositora estadounidense Taylor Swift. Los conciertos duran más de tres horas, con una lista de 44 canciones dispersadas en 10 actos distintos que retratan conceptualmente los diez álbumes de estudio de Swift, con la excepción de «Wildest Dreams» (2015), «The Archer» (2019), «Invisible String», «Cardigan» y «Tis the Damn Season» (2020), que fueron omitidas en la película para resultar un total de 169 minutos. A su vez, los temas «Our Song» (2007) y «You're on Your Own, Kid» (2022) fueron incluidos como parte del noveno acto, mientras que «Long Live (Taylor's Version)» (2023) es utilizado para musicalizar los créditos.

## Producción

### Antecedentes y desarrollo

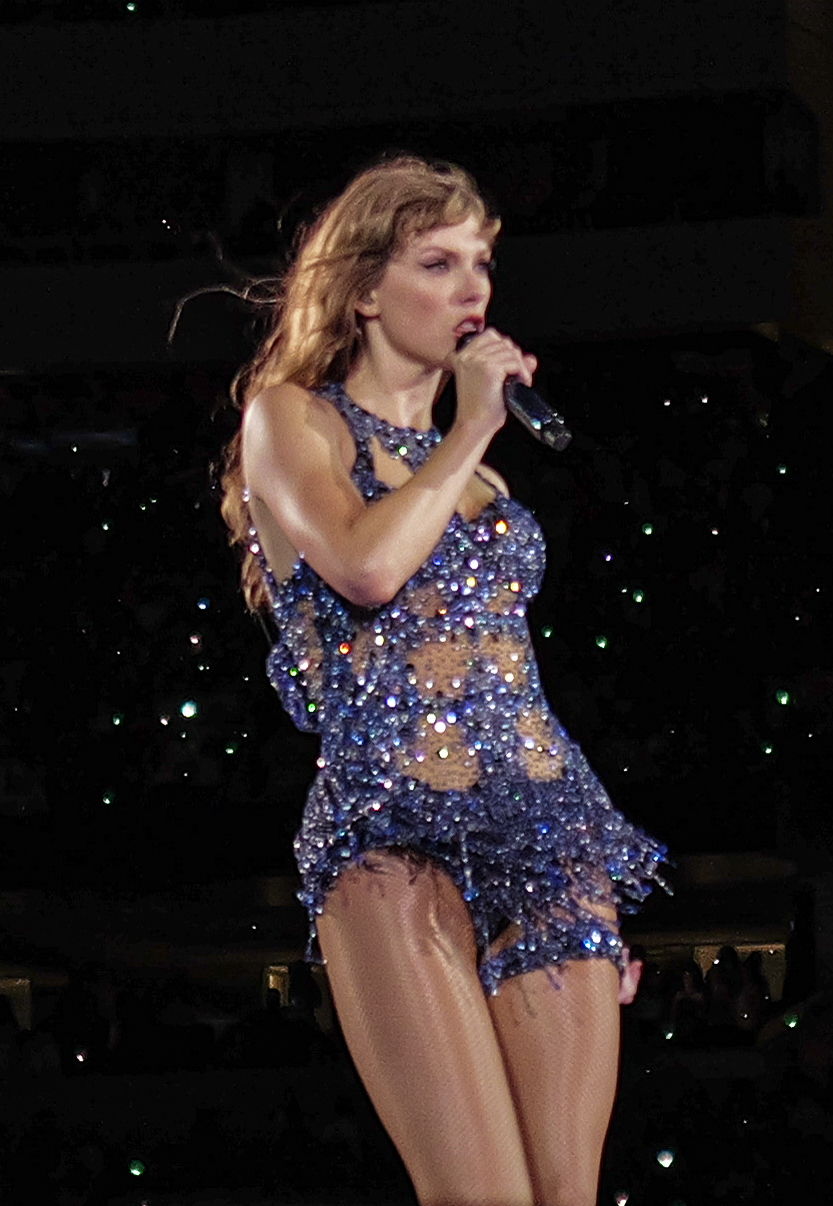
Taylor Swift durante The Eras Tour el 9 de agosto de 2023 en Inglewood, California.

La gira comenzó el 17 de marzo de 2023 en Glendale, Arizona, y está prevista por concluirse en 2024. Causando un gran éxito comercial y recibiendo elogios unánimes de la crítica, se convirtió en un fenómeno cultural y económico, impulsado por una demanda sin precedentes a nivel mundial. Además, dio apertura al debate de monopolios en espectáculos musicales en vivo tras el mal manejo de Ticketmaster durante el proceso de preventa en Estados Unidos.
En 2023, Swift comisionó la filmación del Eras Tour para ser lanzada teatralmente como un largometraje. Sam Wrench, quien anteriormente dirigió Lizzo: Live in Concert (2022) de Lizzo y  Billie Eilish: Live at the O2 (2023) de Billie Eilish, fue elegido como director, y la película fue grabada durante las tres primeras fechas de seis en el SoFi Stadium de Inglewood, California, del 3 al 5 de agosto de 2023. La propia compañía productora de Swift, Taylor Swift Productions, produjo la cinta de manera independiente. La película pudo producirse, estrenarse y promocionarse en medio de la huelga en curso de SAG-AFTRA debido a que el sindicato había aprobado producciones que no pertenecieran a la Alianza de Productores de Cine y Televisión y que «[cumplieran] los mismos estándares que los sindicatos buscan en sus negociaciones con los estudios». El jefe negociante de SAG-AFTRA, Duncan Crabtree-Ireland, indicó que Swift «se acercó [a ellos] y comentó su idea, pero sólo si podía realizarse de la manera correcta bajo un contrato sindical». Swift anunció el filme el 31 de agosto a través de sus cuentas de redes sociales y en Good Morning America de ABC. La venta de entradas dio apertura el mismo día en cines de Estados Unidos, Canadá y México. El 26 de septiembre, Swift reveló que la cinta estaría disponible en más de cien países.

### Distribución y boletaje
En Estados Unidos, AMC Theatres accedió para desempeñarse como distribuidor y expositor de The Eras Tour, con una estrategia innovadora en la industria cinematográfica estadounidense, proyectándola un mínimo de cuatro veces al día de jueves a domingo cada semana de su presentación en cines. Los precios para funciones estándar fueron preestablecidos en $19.89 para adultos, referenciando al entonces próximo álbum regrabado 1989 (Taylor's Version), y $13.13 para niños y adultos mayores como posible alusión al número 13, el número de la suerte de Swift. Cada compra inicial incluiría un póster gratuito, y en ubicaciones seleccionadas también se anunciaron envases especiales de palomitas de maíz y bebidas con temáticas de la gira. Además, se contaría con opciones para visualización en IMAX y Dolby Cinema.
AMC también fungiría como distribuidor en diversos territorios, distribuyendo la película internacionalmente y en cadenas de cine no afiliadas, lo que marca la primera vez que AMC realiza este movimiento. A Cinemark Theatres y otros circuitos también se les fueron otorgados los derechos de distribución. Se realizarían proyecciones adicionales a AMC y Cinemark en Regal, Cineplex, Cinépolis, Cinemex y Odeon. Las entradas, que también estaban disponibles en línea a través de Fandango, salieron a la venta el 31 de agosto a precios premium preestablecidos. Se estimó que la película sería estrenada en más de 4 000 pantallas en América del Norte, así como en más de 8 500 salas a nivel global.
De acuerdo a medios de comunicación, la familia de Swift negoció de manera secreta con el director ejecutivo de AMC, Adam Aron, para distribuir la cinta y lo que resultó que los términos de su distribución y financiamiento fueran dictados por Swift en lugar de AMC. El modelo de precio fijo y la negación de programas de fidelización en cines son considerados muy poco convencionales y una violación de normas de la industria. Ningún distribuidor o expositor a excepción de AMC y Cinemark fueron notificados de los planes de estreno hasta el día del anuncio de Swift, lo que «enfureció» a ejecutivos debido a que se espera que los distribuidores se mantengan informados entre sí para sus agendas de estrenos como un principio de buena fe. Insider declaró que la «terminación» de los Decretos de Consentimiento de Paramount Pictures en 2020 permitió que los acuerdos de distribución fueran legales. Matthew Belloni de Puck reportó que las pláticas «decepcionantes» de Swift con los principales estudios cinematográficos la llevaron a ella y sus padres a negociar en su lugar con un trato directo de distribución con AMC y Cinemark. Como parte del acuerdo, el 43% de la recaudación sería adquirido por las cadenas de cine, mientras que el 57% restante por Swift. 
Swift anunció el 27 de noviembre de 2023 que una versión extendida de la película, la cual contendría la interpretación de los temas «The Archer», «Long Live» y «Wildest Dreams», estaría disponible en servicios de video bajo demanda (VBD) a partir del 13 de diciembre de 2023.

## Estreno

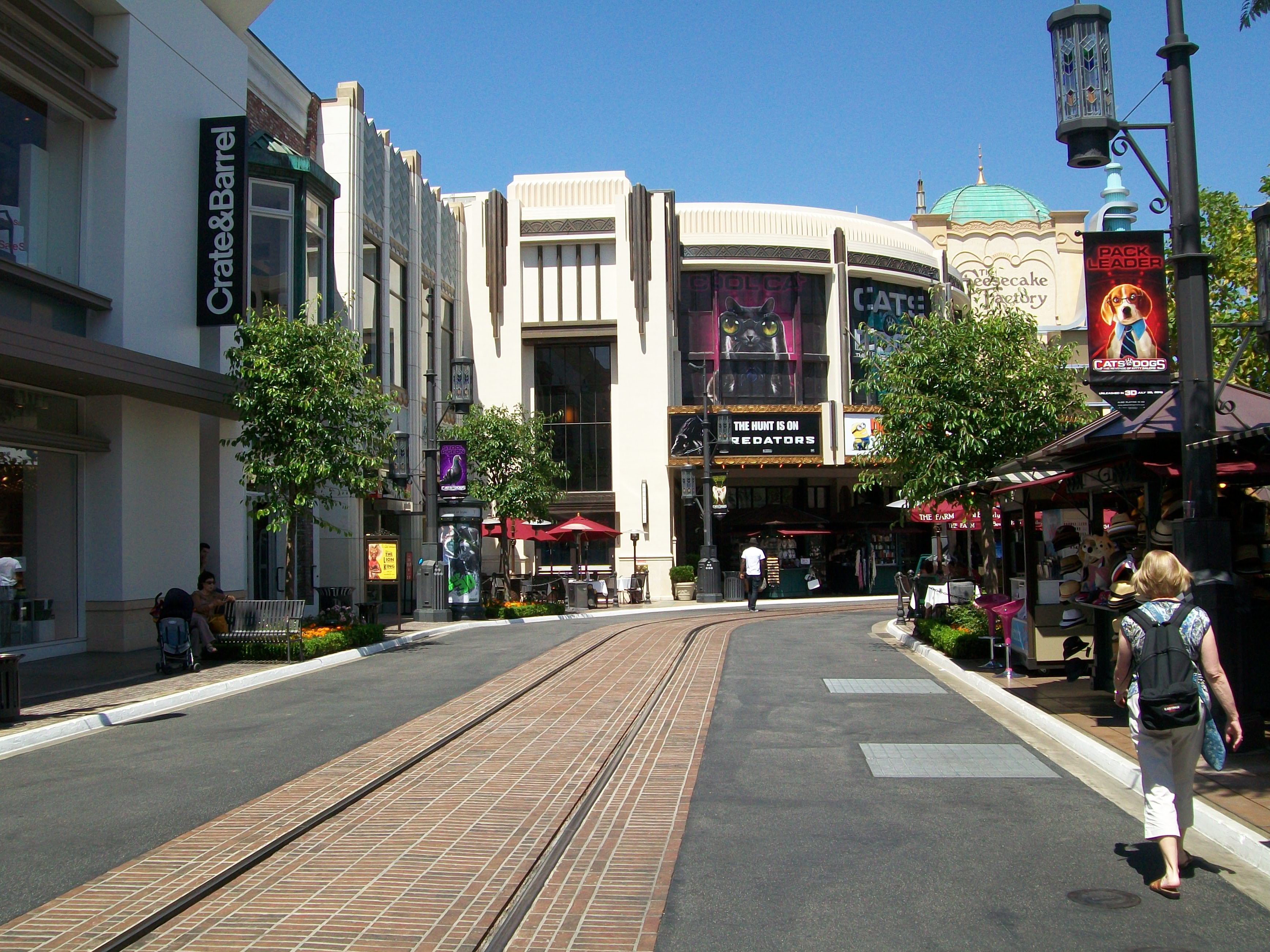
El centro comercial The Grove en Los Ángeles fue sede de la premiere de Taylor Swift: The Eras Tour el 11 de octubre de 2023.

La premiere de The Eras Tour se realizó el 11 de octubre de 2023 en The Grove, un complejo comercial al aire libre localizado en Los Ángeles, California, con funciones tempranas al siguiente día. La cinta sería lanzada teatralmente de manera internacional el 13 de octubre, dos semanas antes de la publicación de 1989 (Taylor's Version), y un estreno posterior el 3 de noviembre de 2023 en algunos países y territorios. En Estados Unidos, Canadá, México y Australia, la película sería proyectada durante cuatro fines de semana consecutivos a partir del 13 de octubre.
Variety hizo notar que la disponibilidad cinematográfica de cuatro fines de semana y un amplio estreno en América del Norte fueron «más allá del compromiso especial de una o dos noches que los fanáticos de la música se han acostumbrado con las experiencias de conciertos filmados» en cines. También resaltó que las funciones limitadas de jueves a domingo harían percibir al filme como un evento en el que la audiencia «tendría la oportunidad de ver el extravagante concierto en una sala llena y no en una vacía como las que se encuentran durante los días lunes». Deadline Hollywood reportó que hasta el 9 de octubre de 2023, The Eras Tour tenía ya 65 000 horarios en su primer día en Estados Unidos, con un total del 11.5 millones de asientos abarcados.
El evento en The Grove recibió una considerable cobertura mediática. La alfombra roja contó con la presencia de distintas celebridades, periodistas, familiares de Swift, personal de la gira y alrededor de 2200 fanáticos invitados. El centro comercial y el área contigua de West Hollywood se encontraron cerrados para la premiere y con vigilancia policiaca. Swift entregó una nota de bienvenida en cada sala de AMC de la plaza antes del estreno.

## Impacto
La inusual estrategia de lanzamiento derivó conversación entre periodistas del ámbito cinéfilo, musical y del entretenimiento. Vanity Fair opinó que el filme «llegó en el momento en el que era necesario», y que podría impulsar las ventas de la industria cinematográfica después de ser afectada por las huelgas del Sindicato de Guionistas de Estados Unidos y de SAG-AFTRA. Anthony D'Alessandro de Deadline emitió un criterio similar, afirmando que la cinta «salvaría» la taquilla de otoño 2023. De acuerdo al presidente de la Asociación Nacional de Propietarios de Salas del Espectáculo, Michael O'Leary, el éxito de The Eras Tour podría potencializar las películas de conciertos en cines. CNBC comentó que Swift podría revitalizar el género de conciertos filmados que inicialmente tuvo su entrada en salas de cine en los años 60. Rolling Stone nombró a The Eras Tour como una de las «42 películas del otoño 2023 que deben ser vistas».
The Daily Telegraph elogió a Swift como «la mayor estratega en el mundo del espectáculo», escribiendo que «[el fenómeno] Barbenheimer demostró que la gente irá al cine si siente que estaría participando en una experiencia colectiva. Hollywood se negó a tomar provecho de esto, así que Swift lo ha hecho». Variety opinó que los expositores «hambrientos de éxitos de taquilla» estarían esperando ganancias, principalmente por las proyecciones de The Eras Tour. El presidente y director ejecutivo de Sony Pictures, Tony Vinciquerra, denominó a The Eras Tour como un «inesperado y masivo rescate» para las compañías de cine. El cineasta Christopher Nolan también declaró que el formato «es una manera de ver y compartir historias o experiencias, lo cual lo hace increíblemente valioso». A finales de octubre de 2023, The Hollywood Reporter comunicó que «prácticamente todos los servicios de streaming» estaban tratando de conseguir los derechos de The Eras Tour tras su culminación de exhibición en cines, con el fin de hallarse disponible en plataformas con suscripciones de video bajo demanda.
Publicaciones mediáticas dictaminaron que la asociación entre Swift y AMC tendría el potencial de «reescribir las reglas» en cuanto a la distribución cinematográfica. Analistas de Collider y TheWrap concluyeron que al haber negociado exitosamente los acuerdos y probar su rentabilidad, Swift ha incentivado a los cines a buscar programación sin la ayuda de estudios, «potencialmente retando a las dinámicas en la distribución cinematográfica». Billboard notó que el «acuerdo inusual» podría influenciar a AMC y otros expositores a expandir sus operaciones de distribución para incluir otras películas del mismo corte. El 1 de octubre de 2023 y durante la espera de The Eras Tour, la cantante estadounidense Beyoncé anunció Renaissance: A Film by Beyoncé, la película de concierto que documenta la gira Renaissance World Tour y que tendría el mismo «acuerdo forjado entre AMC y [Swift]», sin la inclusión de un estudio cinematográfico. Beyoncé también asistió a la premiere de The Eras Tour en Los Ángeles.

### Cintas afectadas
Varias películas modificaron sus fechas de estreno para evitar competir con Swift. El hashtag #Exorswift fue tendencia en redes sociales después de que The Eras Tour fuera anunciada, debido a que coincidiría con el lanzamiento de The Exorcist: Believer, una película de terror sobrenatural, asemejando al fenómeno de «Barbenheimer» originado meses antes con las cintas de Barbie y Oppenheimer. En respuesta, Universal Pictures y Blumhouse Productions adelantaron su estreno programado del viernes 13 a una semana antes, lo cual de acuerdo a IndieWire, no resultaría asequible debido a la costosa campaña publicitaria de Believer. Paramount Pictures y Apple Studios también cambiaron de fecha para el estreno limitado de la película de drama criminal Los asesinos de la luna, dirigida por Martin Scorsese.
| Cinta                     | Distribuidor       | Fecha original        | Fecha modificada         | Ref.   |
| ------------------------- | ------------------ | --------------------- | ------------------------ | ------ |
| Dumb Money                | Sony Pictures      | 6 de octubre de 2023  | 29 de septiembre de 2023 | [ 54 ] |
| The Exorcist: Believer    | Universal Pictures | 13 de octubre de 2023 | 6 de octubre de 2023     | [ 55 ] |
| Freelance                 | Relativity Media   | 6 de octubre de 2023  | 27 de octubre de 2023    | [ 56 ] |
| The Marsh King's Daughter | Lionsgate          | 6 de octubre de 2023  | 3 de noviembre de 2023   | [ 57 ] |
| Ordinary Angels           | Lionsgate          | 13 de octubre de 2023 | 23 de febrero de 2024    | [ 58 ] |
| The Persian Version       | Sony Pictures      | 13 de octubre de 2023 | 20 de octubre de 2023    | [ 51 ] |
| Priscilla                 | A24                | 27 de octubre de 2023 | 3 de noviembre de 2023   | [ 59 ] |
| What Happens Later        | Bleecker Street    | 13 de octubre de 2023 | 3 de noviembre de 2023   | [ 60 ] |

## Recepción

### Taquilla

#### Proyecciones
Las predicciones para la primera semana de recaudación en los Estados Unidos se colocaron en un rango de $70 millones a $100 millones, un récord para una película de concierto. De acuerdo a The Hollywood Reporter, la cinta estaría compitiendo por una apertura semanal internacional de $150-200 millones, de los que $100-125 millones serían en América del Norte y $50-$75 millones en el resto del mundo. La revista declaró que la disponibilidad «truncada» en cines dificultaba una predicción estimada. La recaudación total en Estados Unidos y Canadá fue estimada de $200-250 millones aproximadamente por Variety. The New York Times expresó incertidumbre con respecto a los pronósticos de recaudación, declarando que estos son basados en encuestas y mercadotecnia, por lo que las ventas podrían mantenerse o decaer después de la semana de estreno.

#### Preventa de boletos
The Eras Tour recibió una demanda «sin precedentes» en taquilla. En previsión de la gran demanda y a la luz de la controversia de Ticketmaster de 2022, AMC actualizó sus sistemas y detuvo temporalmente la venta de entradas en línea para la mayoría de sus otras películas; no obstante, su aplicación móvil falló poco después de que comenzara la venta y los clientes fueron colocados en filas virtuales para acceder al sitio web de AMC. A tan sólo horas de la apertura de boletaje, la película superó los $10 millones en preventa, lo que de acuerdo a analistas de taquilla es un equiparable al rendimiento de una película de Marvel. Búsquedas de internet para AMC surgieron hasta un 1000%, mientras que sus acciones experimentaron un crecimiento del 9.2% tras el anuncio de la película.
AMC anunció el 1 de septiembre de 2023 que The Eras Tour había generado $26 millones con tan sólo tres horas de disponibilidad en la plataforma, marcando la mayor preventa en la historia de la compañía, superando el récord previo de Spider-Man: No Way Home (2021) con $16.9 millones. La directora de marketing de Cinemark, Wanda Giehart Fearing, reportó que se apartaron un «número de auditorios nunca antes visto» para satisfacer la demanda. Como consecuencia, AMC y Cinemark añadieron más horarios en cartelera. IMAX agotó más de 250 funciones de la cinta en un solo día, una cantidad similar a «un característico gran éxito en taquilla». Fandango comunicó que The Eras Tour había registrado un récord en la plataforma durante ventas del primer día en 2023, parecido a No Way Home, Star Wars: El despertar de la Fuerza (2015) y Avengers: Endgame (2019). Deadline Hollywood dio a conocer que la película había generado $37 millones en su primer día de preventa en Estados Unidos, superando a los $20 millones recaudados por El despertar de la Fuerza y marcando a su vez la segunda cantidad más grande en la historia, tan sólo detrás de los $50 millones correspondientes a Avengers: Endgame. Para el 15 de septiembre, el ingreso de la preventa había ya alcanzado los $65 millones, superando a Doctor Strange en el multiverso de la locura (2022, $60 millones) y The Batman (2022, $42 millones).
$100 millones internacionales acumulados fueron reportados por AMC una semana antes del estreno de la cinta, sobrepasando a Justin Bieber: Never Say Never (2011, $98 millones) para convertirse en la película de concierto más taquillera de la historia. Para el 9 de octubre de 2023, alrededor de 4 200 funciones se encontraron agotadas en Estados Unidos, excediendo a Barbie (2023), la cual tenía 500 horarios vendidos en el mismo lapso de tiempo. Más de 292 000 entradas fueron vendidas en México durante la primera semana de preventa en Cinépolis, superando a Avengers: Infinity War (2018). En Australia, el filme generó más de $300 000 durante las primeras doce horas de preventa, triplicando lo obtenido por Avatar: The Way of Water (2022). En el Reino Unido, la cinta rompió el récord de ventas durante el primer día y primera semana para una película de concierto, aventajando a BTS: Permission to Dance on Stage (2022).

#### Recaudación
Para el 8 de enero de 2024, Taylor Swift: The Eras Tour había tenido un rendimiento comercial de $261.6 millones en taquilla global, con $180.7 millones obtenidos en Estados Unidos y Canadá, y la cantidad restante de $80.9 millones en territorios internacionales.
En los Estados Unidos, The Eras Tour consiguió ingresos de $2.8 millones durante las funciones de prelanzamiento de la noche del jueves, añadidas tan sólo el día anterior. Recaudó en total $39 millones tras su primer día de disponibilidad (incluyendo funciones de prelanzamiento), impulsando estimaciones para su respectivo fin de semana inicial de $90-105 millones. La cantidad total marcó el segundo mejor día de apertura para un estreno de octubre, detrás de Joker (2019) por tan sólo $300 000, y el mayor para una película de concierto. Debutó oficialmente con $92.8 millones, convirtiéndose en la segunda mejor entrada en la historia para un estreno de octubre después de Joker con $96.2 millones, y al mismo tiempo, en la mejor apertura durante un primer fin de semana para un largometraje del género de recital en Estados Unidos, con 26% de la recaudación obtenida a través de funciones IMAX y más del 60% de preventa.
La cinta se colocó en el primer puesto de taquilla en Reino Unido e Irlanda con $1.2 millones, de acuerdo a la cadena británica de cines Vue. La película generó $30.7 millones en su debut a nivel internacional para resultar un total de $123.5 millones, con el 41% de ventas provenientes de cines propiedad de AMC y en contraste a la cuota usual de 22-25% que se registra sin exclusividad de compañías.

### Crítica
En el sitio web agregador de reseñas Rotten Tomatoes, el 99% de las 84 reseñas de los críticos son positivas, con una calificación promedio de 8.4/10. Metacritic, que utiliza una media ponderada, asignó una puntuación de 83 sobre 100 basada en 29 críticas, lo que indica «aclamación universal».
Lina Das de The Daily Telegraph y Keiran Southern de The Sunday Times puntuaron a la película con cinco estrellas, elogiando la «emocionante» energía y el espectáculo. Kristen Lopez de TheWrap denominó a la cinta como una «rimbombante celebración de algarabía y color» y un «espectáculo sonoro». Similarmente, Katie Campione de Deadline Hollywood enfatizó los visuales, la energía y la vitalidad del filme, mientras que Tim Grierson de Screen International lo percibió como una «conmovedora e íntima vista a la destreza musical de Swift».
Melissa Ruggieri de USA Today escribió en su reseña que la película «ofrece un asiento en primera fila a la grandeza», enalteciendo la dirección de cámaras por capturar la detallada producción de la gira y el carisma de Swift. Philip Cosores de Uproxx y Chris Willman de Variety concordaron que la cinta enfatiza prolíficamente los detalles de presentación y producción que «pueden fácilmente oscurecerse por la naturaleza abrumadora de los conciertos en vivo» desde el punto de vista de un asistente. Kevin EG Perry de NME describió al filme como «tres horas de un metraje cariñosamente filmado sobre una moderna estrella del pop operando en la cima de su poder».
Sobre la estructura del producto, Kyle Buchanan de The New York Times indicó que la ausencia de detrás de cámaras en la película permite visualizar ampliamente el concierto, con el tiempo de transición entre los actos y los cambios de vestuario reducidos, y solamente un «manojo» de cortes en el repertorio. La crítica Maria Sherman de Associated Press y Christy Lemire de RogerEbert.com coincidieron que se destacan los detalles que potencialmente se «pierden» en los estadios; con Sherman percibiéndolo como una réplica casi exacta del concierto con ediciones limitadas, mientras que Lemire lo llamó un «deslumbrante logro que captura la sensación de contemplar los conciertos agotados de la diosa pop en su grandeza e intimidad». Cindy White de The A.V. Club apreció como el concierto está «ajustado» en la película para permitir una tenue «fluidez» entre las canciones y la «expertamente mezcla» de sonido que disminuye al ruido de la multitud para enfocarse en las vocales «energéticas» de Swift.
Algunos comentarios polarizados surgieron sobre la dirección de Wrench. Wesley Morris de The New York Times apodó a The Eras Tour como una cinta monumental y reveladora, admirando la presencia escénica de Swift mientras criticó a Wrench por permitir tomas «fuera de lugar», aunque admitió que el acomodo a escala del escenario y las pantallas de alta tecnología para el rodaje es una ardua labor. Similarmente, Stephanie Zacharek de Time mostró rechazo hacia algunas decisiones «osadas» del director respecto al trabajo de cámaras, aunque sintió que la actitud de Swift «instantáneamente ventila cualquier decisión cuestionable hacia el olvido». Adrian Horton de The Guardian consideró la operación camarógrafa como «vertiginosa» en algunas ocasiones, siendo estable o dinámica de acuerdo al tema interpretado.

### Audiencia
El público encuestado por CinemaScore le dio a la película una calificación poco común de «A+» en una escala de A+ a F, mientras que en PostTrak ha sido calificada con un 96% de opiniones positivas y una «recomendación definitiva» del 89%.
Cines se prepararon, tanto positivamente como negativamente, para recibir asistencias ruidosas después de que Swift alentó a sus seguidores a cantar y bailar al momento de ver la cinta. Audiencias en algunas funciones del día de estreno, las cuales en su gran mayoría eran «Swifties», fueron reportadas por demostrar reacciones extremadamente apasionadas y fanáticas. The Hollywood Reporter informó que los espectadores bailaban, cantaban y «vitoreaban tan fuerte que no se lograba distinguir cuáles eran los gritos pertenecientes a la cinta y cuáles a la sala de cine». También notificó que en ciertas funciones «se sentía más como un concierto» debido al comportamiento de la audiencia, mientras que en otras «estaba más callada». The Washington Post afirmó que los seguidores de la cantante estaban cantando, coreando y vociferando a la par, y opinó que «uno de los encantos de The Eras Tour es que convierte ir al cine en una dinámica interactiva, con el público bailando en los pasillos y saludando a la pantalla como si su ídolo musical pudiera verlos».
Insider hizo notar que videos publicados mostrando los comportamientos anteriores generaron «opiniones divididas» en redes sociales, con algunos percibiéndolos como una experiencia comunal y otros con impresiones de ser actitudes excesivas, exageradas y disruptivas. The Independent redactó sobre el debate acerca de la «etiqueta» de audiencia, en la que junto con otros reportes indicaron que tanto algunos seguidores de Swift como el público ajeno al fandom aseguraron que al ser un evento en cines, se debería «respetar a los demás [asistentes] y no cometer ese tipo de actos».

### Premios y nominaciones
| Premio                             | Fecha                   | Categoría                                                          | Resultado | Ref.    |
| ---------------------------------- | ----------------------- | ------------------------------------------------------------------ | --------- | ------- |
| Critics' Choice Documentary Awards | 12 de noviembre de 2023 | Mejor documental musical                                           | Nominado  | [ 107 ] |
| Libro Guinness de los récords      | 30 de noviembre de 2023 | Película de presentación o concierto más taquillera de la historia | Ganadora  | [ 108 ] |
| Astra Film Awards                  | 6 de enero de 2024      | Mejor película documental                                          | Nominada  | [ 109 ] |
| Premios Globo de Oro               | 7 de enero de 2024      | Logro cinematográfico y de taquilla                                | Nominado  | [ 110 ] |
| Premios People's Choice            | 18 de febrero de 2024   | Película del año                                                   | Pendiente | [ 111 ] |
| Golden Reel Awards                 | 3 de marzo de 2024      | Logro destacado en edición de sonido – Documental                  | Pendiente | [ 112 ] |
| iHeartRadio Music Awards           | 1 de abril de 2024      | Metraje favorito                                                   | Pendiente | [ 113 ] |

## Temáticas y análisis
Diferentes medios han hecho hincapié sobre la manera en que The Eras Tour no es un documental musical; resaltando la ausencia de «elementos de ese estilo»—tales como entrevistas, detrás de cámaras o secuencias archivadas—en la cinta, llamándola una película de concierto en el «verdadero sentido».
The Eras Tour ha sido interpretada por diversas publicaciones como un tributo cinematográfico a la música de Swift y sus seguidores. El éxito del largometraje se ha atribuido al énfasis de experiencias colectivas y sus aspectos feministas han sido examinados, los cuales celebran la feminidad y la respectiva experiencia femenina aficionada al cine. Jo Ellison de Financial Times comentó que la «supremacía» de Swift sobre la industria del entretenimiento ha resultado en análisis acerca de cuál podría ser su «fórmula secreta», y se ha opinado cómo la cantante «enfurece a la crítica masculina por no lucir sensualmente seductora».